# Kanton Marigny
Kanton Marigny (francouzsky Canton de Marigny) byl francouzský kanton v departementu Manche v regionu Dolní Normandie. Tvořilo ho 11 obcí. Zrušen byl po reformě kantonů 2014.

## Obce kantonu
- Carantilly
- La Chapelle-en-Juger
- Hébécrevon
- Lozon
- Marigny
- Le Mesnil-Amey
- Le Mesnil-Eury
- Le Mesnil-Vigot
- Montreuil-sur-Lozon
- Remilly-sur-Lozon
- Saint-Gilles